# Хижацькі журнали
Хижацькі журнали - періодичні видання з відкритим доступом, що претендують на статус наукових журналів, але фактично є ключовим елементом недоброчесної модели наукової видавничої діяльності, яка передбачає збір оплати з авторів рукописів без надання повноцінних редакційних або видавничих послуг (включаючи повноцінну систему рецензування), які прийняті у справжніх наукових журналах (відкритого та обмеженого доступу).